# 社長行状記
『社長行状記』（しゃちょうぎょうじょうき）は、1966年1月3日に東宝系で公開された日本映画。カラー。東宝スコープ。

## 概要
『社長シリーズ』第24作。東洋一の紳士服メーカー「栗原サンライズ」を舞台に、東京～名古屋、そして三重県を舞台を移しながら繰り広げる。
秘書役は、当時の東宝の新人の1人・原恵子が演じる。

## ストーリー
既製服メーカー栗原サンライズは、婦人服がメインだったが、販路拡大を狙って世界一のデザイナー、チオールと技術提携して紳士服にも手を伸ばすことにする。だが、チオールの日本支配人・安中に接触しようとするが、一筋縄ではいかない男で社長秘書の原田伸子を使ってようやく約束を取り付けるが…。

## スタッフ
- 製作：藤本真澄
- 脚本：杉江敏男
- 監督：松林宗恵
- 撮影：鈴木斌
- 照明：石井長四郎
- 美術：村木忍
- 録音：斉藤昭
- 音楽：山本直純
- 編集：岩下広一
- 助監督：浅野正雄
- スチール：吉崎松雄

## 出演者
- 栗原弥一郎（「栗原サンライズ」社長）：森繁久彌
- 栗原峰子（弥一郎の妻）：久慈あさみ
- 栗原太郎（弥一郎の孫）：松村浩和
- 後藤貫十（「栗原サンライズ」専務）：加東大介
- 小島啓吾（同秘書課長）：小林桂樹
- 小島洋子（啓吾の妻）：司葉子
- 小島てつ（啓吾の母）：英百合子
- 小島啓一（啓吾の子）：溝江千里
- 佐々又吉（「栗原サンライズ」営業課長）：三木のり平
- 安中類次（「チオール商会」日本支配人）：フランキー堺
- 町子（「大阪パンドラ」マダム）：新珠三千代
- 一二三（名古屋の芸者）：池内淳子
- 原田伸子（「栗原サンライズ」社長秘書）：原恵子
- 小田中政之介（「尾張屋デパート」社長）：山茶花究
- 小田中政子（「尾張屋デパート」会長、政之介の母）：飯田蝶子
- 太田剛左衛門：東野英治郎
- チオール（「チオール商会」社長）：スタンリー・V・ヒース
- チオール夫人：キャッシー・ホーラン
- 森繁久彌吹き替え[注釈 1]：中島春雄[2]

## ロケ地
- ミキモト真珠島（チオール夫妻が訪れた場所）
- 二見浦

## 同時上映
『クレージーの無責任清水港』
- 脚本：小国英雄／監督：坪島孝／主演：植木等
- クレージー映画とのカップリングは初。